# Phygadeuon townsendi
Phygadeuon townsendi là một loài tò vò trong họ Ichneumonidae.